# Cuore normale
Nella teoria dei gruppi il cuore normale (talvolta chiamato nocciolo) di un sottogruppo {\displaystyle H\leq G}, indicato generalmente con {\displaystyle H_{G}} è il nucleo dell'azione di gruppi {\displaystyle \sigma :G\rightarrow S_{\Omega }} con {\displaystyle \sigma (g):=\sigma _{g}:\Omega \rightarrow \Omega } dove {\displaystyle \Omega =\{gH\subseteq G:g\in G\}} definita da {\displaystyle \sigma _{g}(xH):=gxH}.

## Proprietà
Si osserva che lo stabilizzatore di questa applicazione di gruppi è {\displaystyle {\text{Stab}}_{G}(xH)=\{g\in G:gxH=xH\}=\{g\in G:x^{-1}gxH=H\}=\{g\in G:x^{-1}gx\in H\}=\{g\in xHx^{-1}\}=xHx^{-1}}. Da questo deriva che {\displaystyle H_{G}={\text{ker}}(\sigma )=\bigcap _{x\in G}xHx^{-1}}.
Alcuni notevoli proprietà del cuore normale sono le seguenti:
- {\displaystyle H_{G}\trianglelefteq G} cioè il cuore normale di un sottogruppo di {\displaystyle G} è sempre un sottogruppo normale di {\displaystyle G}. Si vede immediatamente essendo {\displaystyle {\text{ker}}(\phi )\trianglelefteq G} per ogni {\displaystyle \phi } omomorfismo.
- {\displaystyle H_{G}\leq H} ed è il più grande sottogruppo normale a {\displaystyle G} contenuto in {\displaystyle H}: ovvero se {\displaystyle N\trianglelefteq G} e {\displaystyle N\leq H} implica {\displaystyle N\leq H_{G}}. Infatti banalmente {\displaystyle H_{G}\leq {\text{stab}}_{G}(H)=H}. Inoltre sia {\displaystyle N\trianglelefteq G} con {\displaystyle N\leq H}. Dato {\displaystyle g\in G} vale {\displaystyle gNg^{-1}\leq gHg^{-1}} essendo {\displaystyle N} normale questo è equivalente a {\displaystyle N\leq gHg^{-1}} per ogni {\displaystyle g\in G} quindi {\displaystyle N\leq \bigcap _{g\in G}gHg^{-1}=H_{G}}.
- Posto {\displaystyle m} l'indice di {\displaystyle H_{G}} in {\displaystyle G}, cioè {\displaystyle m=[G:H_{G}]} e {\displaystyle n=[G:H]} vale la relazione {\displaystyle m|n!}. Infatti per il primo teorema di isomorfismo si ha che {\displaystyle G/H_{G}=G/{\text{ker}}(\sigma )\cong \sigma (G)\leq S_{\Omega }} da cui per il teorema di Lagrange {\displaystyle [G:H_{G}]||S_{\Omega }|} ma la cardinalità di {\displaystyle \Omega } è esattamente uguale al numero di classi laterali di {\displaystyle H}, cioè {\displaystyle n}, e quindi {\displaystyle |S_{\Omega }|=n!}.

## Conseguenze
Un importante risultato che si può dedurre dalle proprietà elencate è il seguente:
Sia {\displaystyle G} un gruppo finito e sia {\displaystyle p} il più piccolo numero primo che divide l'ordine di {\displaystyle G}. Allora se esiste {\displaystyle H\leq G} tale che {\displaystyle [G:H]=p} si ha {\displaystyle H\trianglelefteq G}.
Si ha infatti {\displaystyle [G:H_{G}]|p!} ed essendo {\displaystyle [G:H_{G}]=[G:H][H:H_{G}]} vale {\displaystyle [H:H_{G}]|(p-1)!}. Ma allora {\displaystyle [H:H_{G}]} divide {\displaystyle |G|} e {\displaystyle (p-1)!} coprimi tra loro (per minimalità di {\displaystyle p} primo come divisore di {\displaystyle |G|}), quindi necessariamente {\displaystyle [H:H_{G}]=1} ovvero {\displaystyle H=H_{G}\trianglelefteq G}.

## Teoria di Galois
Il cuore normale gioca anche un ruolo importane in teoria di Galois: dati infatti {\displaystyle \Omega /K} estensione di Galois e {\displaystyle L} campo intermedio {\displaystyle K\leq L\leq \Omega }; sia inoltre {\displaystyle {\hat {L}}} la chiusura normale di {\displaystyle L}. Una conseguenza del teorema fondamentale della teoria di Galois, ponendo {\displaystyle G_{L}=:H\leq G:={\text{Gal}}(\Omega /K)} vale la relazione {\displaystyle G_{\hat {L}}=H_{G}}, dove {\displaystyle H_{G}} è il cuore normale di {\displaystyle H} in {\displaystyle G}. Questo è vero perché per definizione {\displaystyle {\hat {L}}} è la più piccola estensione normale di {\displaystyle L}, e per corrispondenza di Galois questo induce, attraverso l'antisomorfismo di reticoli, che {\displaystyle G_{\hat {L}}} è il più grande sottogruppo normale di {\displaystyle G_{L}}, ovvero che è appunto il suo cuore normale.